# Torneo de Tel Aviv 2022
El Tel Aviv Watergen Open 2022 fue un evento de tenis de la ATP Tour 250 serie. Se disputó en Tel Aviv, Israel en el Expo Tel Aviv desde el 26 de septiembre hasta el 2 de octubre de 2022.

## Distribución de puntos
| Modalidad            | Campeón | Finalista | Semifinales | Cuartos de final | 2ª ronda | 1ª ronda | Clasificados | 2ª ronda de clasificación | 1ª ronda de clasificación |
| Individual masculino | 250     | 165       | 100         | 50               | 25       | 0        | 13           | 7                         | 0                         |
| Dobles masculino     | 250     | 150       | 90          | 45               | 20       | 0        | -            | -                         | -                         |

## Cabezas de serie

### Individuales masculino
| Tenista                 | Ranking | Preclasificado |
| Novak Djokovic          | 7       | 1              |
| Marin Čilić             | 16      | 2              |
| Diego Schwartzman       | 17      | 3              |
| Maxime Cressy           | 34      | 4              |
| Botic van de Zandschulp | 35      | 5              |
| Aslán Karatsev          | 39      | 6              |
| Adrian Mannarino        | 47      | 7              |
| Tallon Griekspoor       | 48      | 8              |

- Ranking del 19 de septiembre de 2022.[2]

### Dobles masculino
| Tenistas                         | Ranking | Preclasificado |
| Rohan Bopanna Matwé Middelkoop   | 45      | 1              |
| Kevin Krawietz Andreas Mies      | 60      | 2              |
| Santiago González Andrés Molteni | 68      | 3              |
| Ariel Behar Máximo González      | 93      | 4              |

## Campeones

### Individual masculino
Novak Djokovic venció a  Marin Čilić por 6-3, 6-4

### Dobles masculino
Rohan Bopanna /  Matwé Middelkoop vencieron a  Santiago González /  Andrés Molteni por 6-2, 6-4